# GSC1398-532
GSC1398-532 — хімічно пекулярна зоря спектрального класу ?, що має видиму зоряну величину в смузі V приблизно 11,4.
Вона  розташована на відстані близько 3197,6 світлових років від Сонця.

## Пекулярний хімічний склад
Зоряна атмосфера даної зорі має пекулярний вміст атомів He.